# Liste der größten Unternehmen in Österreich
Die Liste der größten Unternehmen in Österreich enthält die 2017 vom Forbes Magazine in der Liste Forbes Global 2000 veröffentlichten größten börsennotierten Unternehmen in Österreich und andere größte Unternehmen. 
Die Rangfolge der jährlich erscheinenden Liste der 2000 größten börsennotierten Unternehmen der Welt errechnet sich aus einer Kombination von Umsatz, Nettogewinn, Aktiva und Marktwert. Dabei wurden die Platzierungen der Unternehmen in den gleich gewichteten Kategorien zu einem Rang zusammengezählt. In der Tabelle aufgeführt sind auch der Hauptsitz, Mitarbeiterzahl und die Branche. Die Zahlen sind in Milliarden US-Dollar angegeben und beziehen sich auf das Geschäftsjahr 2017.
| Forbes 2000 | Vorjahr (2016) | Name                          | Hauptsitz       | Umsatz (Mrd. $) | Gewinn (Mrd. $) | Mitarbeiter | Branche                |
| ----------- | -------------- | ----------------------------- | --------------- | --------------- | --------------- | ----------- | ---------------------- |
| 430.        | ▼(429.)        | Erste Group Bank              | Wien            | 10,19           | 1,5             | 47.702      | Banken                 |
| 622.        | ▲(849.)        | Raiffeisen Bank International | Wien            | 8,11            | 1,2             | 49.700      | Banken                 |
| 752.        | ▲(799.)        | OMV Group                     | Wien            | 23,00           | 0,2             | 20.721      | Öl & Gas               |
| 895.        | ▲(1086.)       | voestalpine                   | Linz            | 14,27           | 0,8             | 47.186      | Stahlindustrie         |
| 1164.       | ▼(1083.)       | Vienna Insurance Group        | Wien            | 11,24           | 0,3             | 25.059      | Versicherungen         |
| 1379.       | ▲(neu)         | Bawag Group                   | Wien            | 1,63            | 0,5             | 4.079       | Banken                 |
| 1588.       | ▲(1631.)       | Strabag                       | Wien            | 15,24           | 0,3             | 72.904      | Bauindustrie           |
| 1628.       | ▼(1543.)       | Uniqa Insurance Group         | Wien            | 5,87            | 0,2             | 12.839      | Versicherungen         |
|             | ▼              | Andritz AG                    | Graz            | 7,10            | 0,3             | 25.000      | Maschinenbau           |
|             | ▼(1942.)       | Verbund AG                    | Wien            | 3,10            | 0,4             | 2.923       | Stromindustrie         |
|             |                | Porsche Holding               | Salzburg        | 19,00           |                 | 33.000      | Automobile             |
|             |                | Spar Österreich               | Salzburg        | 13,00           |                 | 75.000      | Einzelhandel           |
|             |                | Rewe International            | Wiener Neudorf  | 13,00           |                 | 75.000      | Einzelhandel           |
|             |                | Magna International Europe    | Wien            | 9,70            |                 |             | Automobilzulieferer    |
|             |                | Mondi AG                      | Wien            | 6,50            |                 | 24.000      | Papierhersteller       |
|             |                | Red Bull GmbH                 | Fuschl am See   | 6,10            |                 | 11.000      | Lebensmittelhersteller |
|             |                | ÖBB                           | Wien            | 5,20            |                 | 40.000      | Eisenbahngesellschaft  |
|             |                | Novomatic                     | Gumpoldskirchen | 4,80            |                 | 30.000      | Glücksspiel            |